# 食物变质

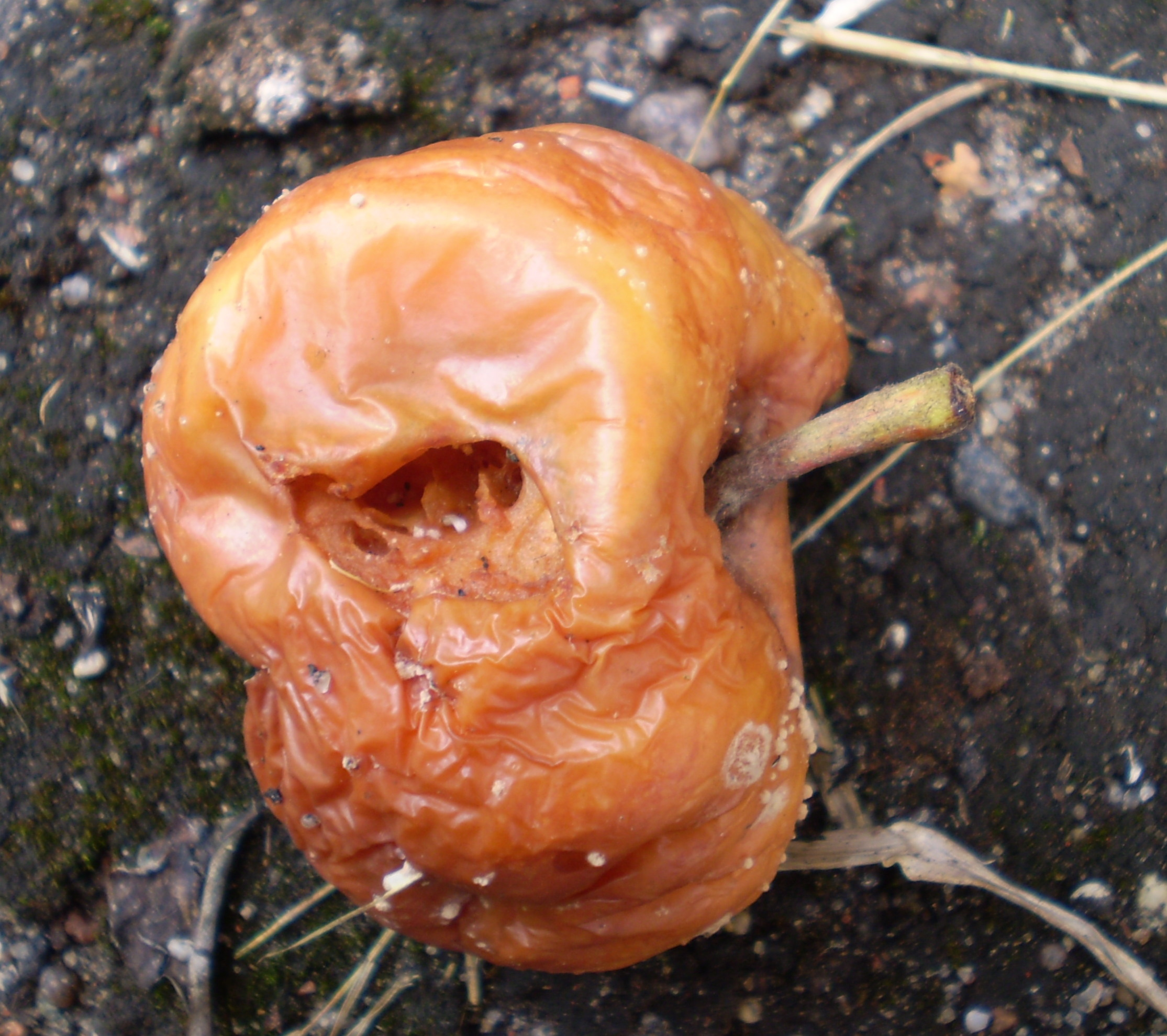
变质、分解的苹果

变质、腐败指的是食物恶化、对于人类的可食用性下降的过程。

## 原因
收割的食品，从它们被收割后就开始分解，这是酶、氧化和微生物引起的，具体包括细菌、黴菌、酵母菌、湿度、温度和化学反应。

## 后果
食用变质食品，严重的会导致食物中毒。

## 预防
防止食物变质的方法包括：防腐剂、冷藏、罐裝、真空包裝、乳酸发酵等。